# Stor-Loken
Stor-Loken är en sjö i Bergs kommun i Jämtland och ingår i Indalsälvens huvudavrinningsområde.